# Síndrome de Plummer-Vinson
El síndrome de Plummer-Vinson (ferropenia (disminución del hierro en el organismo), estomatitis del ángulo de la boca, glositis y disfagia) aumentan el riesgo de cáncer escamoso de boca y de cáncer de esófago en la red hística postcricoidea.
La mujer tiene más riesgo que el hombre, particularmente en su Edad Media. En tal paciente, el riesgo de cáncer de esófago escamoso se incrementa; siendo considerado un proceso precanceroso.

## Presentación
Los pacientes con síndrome de Plummer-Vinson a menudo tienen una sensación de ardor en la lengua y la mucosa oral, y la atrofia de las papilas linguales produce un dorso de la lengua liso, brillante y rojo. Los síntomas incluyen:
- Disfagia (dificultad para tragar)
- Dolor
- Debilidad
- Odinofagia (dolor al tragar)
- glositis atrófica
- Queilitis angular
- Coiloniquia (uñas anormalmente delgadas, también llamadas uñas de cuchara)
- Esplenomegalia (un bazo agrandado).

## Epónimo
Este síndrome lleva el nombre de dos estadounidenses, el médico Henry Stanley Plummer,  y el cirujano Porter Paisley Vinson.
Raramente también se le denomina "síndrome de Kelly-Paterson", en honor de Adam Brown-Kelly y de Donald Ross Paterson.